# كاتيكول
كاتيكول والذي يعرف أيضاً بالاسم النظامي 2,1-ثنائي هيدروكسي البنزين هو مركب عضوي له الصيغة الكيميائية C6H4، ويكون على شكل بلورات بيضاء اللون.
يمثل الكاتيكول المتصاوغ أورثو في مركبات ثنائي هيدروكسي البنزين (بنزين ديول).

## الوفرة الطبيعية
اكتشف المركب لأول مرة من التقطير الإتلافي لمادة الكاتيكين الموجودة في الكاد الهندي المستخلص من شجر السنط الكادي.
يعد الكاتيكول واحداً من الفينولات الطبيعية في زيت الأركان؛ كما يوجد في فطر غاريقون ثنائي البوغ.

## التحضير
يحضر مركب الكاتيكول من إجراء حلمهة قلوية لمركب 2-كلوروفينول أو لمركب أورثو-فينول حمض السلفونيك:

تحضير الكاتيكول من أورثو كلورو الفينول.

تحضير الكاتيكول من أورثو فينول حمض السلفونيك.

كما يمكن أن تتم عملية التحضير من مركب جاياكول بإجراء عملية حلمهة لمجموعة ميثوكسي OCH3- بواسطة حمض هيدرويوديك. يتم التحضير صناعياً بإضافة الهيدروكسيل لمركب الفينول باستخدام بيروكسيد الهيدروجين.
كانت عملية التحضير في السابق تتم بعملية إضافة هيدروكسيل لمركب ساليسيلالدهيد باستخدام بيروكسيد الهيدروجين.

## الخواص
يوجد مركب الكاتيكول على شكل بلورات بيضاء اللون حساسة تجاه أكسجين الهواء والرطوبة، إذ سرعان ما تتأكسد عند التعرض لها إلى 2،1-بنزوكينون بعملية تأكسد ذاتي:

التوازن بين الكاتيكول و2،1-بنزوكينون.